# Ulica prez. Gabriela Narutowicza w Łodzi
Ulica prez. Gabriela Narutowicza w Łodzi – ulica w Łodzi mająca 2900 metrów długości, łącząca ulicę Piotrkowską z ulicą Konstytucyjną.

## Historia
W 1821 roku Rajmund Rembieliński – Prezes Komisji Województwa Mazowieckiego – rozpoczął działania zmierzające do regulacji (utworzenia) osady fabrycznej. Nowa osada, nazwana Nowym Miastem, powstała w latach 1821–1823 i znajdowała się na południe od „starej” wiejskiej Łodzi, czyli gruntów Starego Miasta. W 1823 roku podjęto decyzję o powiększeniu obszaru przeznaczonego pod zakłady rękodzielnicze. W związku z tym w latach 1824–1828 na południe od Nowego Miasta (na terenach miejskich oraz rządowych) utworzono kolejną osadę przemysłową, przeznaczoną pod osiedlenie przede wszystkim tkaczy lnu i bawełny, którą nazwano Łódka. Wraz z parcelacją gruntów i regulacją ulicy Piotrkowskiej wyznaczono siedem jej przecznic. Jedną z wówczas wyznaczonych została współczesna ulica Narutowicza.
Od co najmniej 1830 roku ulicę nazywano Dzielna. Przyczyną nadania takiej nazwy było „rozdzielanie” Nowego Miasta od położonej dalej na południe osady dla prządków (Łódki). W latach 1915–1918 używano również niemieckiej nazwy Bahnstrasse, a od 1918 w użyciu była nazwa Dzielna. W roku 1924 ulicy nadano imię prezydenta Gabriela Narutowicza. W latach 1940–1945 ulica nosiła imię Schlageterstrasse, na cześć Alberta Schlagetera, członka bojówek nazistowskich rozstrzelanego w 1923 roku. Po wojnie przywrócono ulicy imię Gabriela Narutowicza.
Od 1869 roku ul. Dzielną oświetlało 20 latarni gazowych. W 1913 roku została już oświetlona lampami elektrycznymi. W latach 1916–1917 ułożono na niej bruk drewniany. W 1931 roku na odcinku od ul. Piotrkowskiej do ul. Skwerowej (dziś – ul. POW) stała się aleją spacerową. Zabroniono na niej ruchu wozów, samochodów ciężarowych i wózków ręcznych. Do 1938 wszystkie kamienice podłączono do kanalizacji. W okresie powojennym, na odcinku pomiędzy ulicami Piotrkowską a Kilińskiego, prowadzono rozbiórki historycznych budynków południowej pierzei ulicy Narutowicza.

## Ważniejsze obiekty

### Zabytki
- pałac Franciszka Fischera – ul. Narutowicza 1
- kamienica braci Auerbachów – ul. Narutowicza 32
- hotel Polonia Palast – ul. Narutowicza 38
- kamienica Rachmila Lipszyca – ul. Narutowicza 44
- gmach Pocztowej Kasy Oszczędności – ul. Narutowicza 45
- kamienica (znajduje się w niej m.in. kancelaria prawosławnej diecezji łódzko-poznańskiej) – ul. Narutowicza 46
- willa Gustawa Schreera – ul. Narutowicza 48
- willa Jezajasza Kestenberga – ul. Narutowicza 59
- dawne Gimnazjum Żeńskie Heleny Miklaszewskiej – ul. Narutowicza 59a
- Collegium Anatomicum – ul. Narutowicza 60
- Szkoła Zgromadzenia Kupców – ul. Narutowicza 68
- park im. Stanisława Staszica
- park im. Jana Matejki

### Inne
- Uniwersytet Łódzki
- TVP3 Łódź
- Filharmonia Łódzka
- Kombinat gastronomiczny „Kaskada”  – ul. Narutowicza 7/9
- pomnik Stanisława Moniuszki
- plac Henryka Dąbrowskiego
- pomnik prof. Tadeusza Kotarbińskiego – ul. Narutowicza 68
- pomnik Stanisława Staszica w Łodzi
- Radio Łódź
- park im. Stanisława Moniuszki

### Obecnie nieistniejące
- synagoga Eliasza Łódzkiego w Łodzi (ul. Dzielna 29)
- synagoga Józefa Nelkina w Łodzi
- synagoga Szmula Ledermana i Arona Fridricha w Łodzi